# Tulîn, Borșciv
Tulîn (în ucraineană Тулин) este un sat în comuna Lanivți din raionul Borșciv, regiunea Ternopil, Ucraina.

## Demografie
Componența lingvistică a localității Tulîn
     Ucraineană (100%)
Conform recensământului din 2001, toată populația localității Tulîn era vorbitoare de ucraineană (100%).